# Emil Safarov
Emil Safarov (3 de octubre de 2002) es un futbolista azerí que juega en la demarcación de extremo para el Neftchi Baku PFK de la Liga Premier de Azerbaiyán.

## Selección nacional
Hizo su debut con la selección de fútbol de Azerbaiyán el 9 de septiembre de 2023 en un partido de clasificación para la Eurocopa 2024 contra Bélgica que finalizó con un resultado de 0-1 a favor del combinado belga tras el gol de Yannick Carrasco.

## Clubes
| Club             | País       | Año       | Partidos | Goles |
| ---------------- | ---------- | --------- | -------- | ----- |
| Gabala SC        | Azerbaiyán | 2021-2024 | 93       | 5     |
| Neftchi Baku PFK | Azerbaiyán | 2024-     | 15       | 1     |